# Vladimir Nevzorov
Vladimir Michajlovič Nevzorov (in russo Владимир Михайлович Невзоров?; Majkop, 5 ottobre 1952) è un ex judoka sovietico, dal 1991 cittadino russo.

## Palmarès

### Olimpiadi
- 1 medaglia:
  - 1 oro (Montréal 1976 nei -78 kg)

### Mondiali
- 1 medaglia:
  - 1 oro (Vienna 1975 nei -78 kg)

### Europei
- 3 medaglie:
  - 2 ori (Lione 1975 nei -78 kg; Ludwigshafen 1977 nei -78 kg)
  - 1 argento (Parigi 1978 nei -78 kg)